# 長寧陵 (劉宋)
長寧陵是中国南北朝时宋文帝刘义隆的陵墓，在今江苏省南京市境内，具体所在有争议:39:47。
元嘉十七年（440年），宋文帝的皇后袁齊媯逝世，先行入葬。当代研究者认为，是以长宁陵陵园内异处筑坟的方式安葬的袁齊媯:41。元嘉三十年（453年）二月廿一，宋文帝被太子刘劭杀死。三月二十，葬在丹阳郡建康县蒋山（今紫金山）东南:40，即长宁陵。长宁陵原来建有高大陵冢、寝殿和神道等建筑。
陵墓早已湮灭，地面建筑即长宁陵具体所在，多有争议。有说栖霞区甘家巷南狮子冲石刻即长宁陵所在:47。或说长宁陵在今南京市江宁区麒麟门附近，即江宁区麒麟街道现存的两座石麒麟所在。中国学界一般认为，这两座石刻是其父宋武帝初宁陵前神道石像生。但有研究者认为，这两座石像生应属长宁陵。当时，初宁陵前仅设竹木制成的“标”，而其子宋孝武帝为长宁陵新设石麒麟，是南朝帝陵神道石像生的始创:39，41。